# Jose Russo
Jose Russo é um premiado pesquisador e professor no Fox Chase Cancer Center [en], onde lidera o Laboratório de Pesquisa do Câncer de Mama Irma H Russo, MD e o Centro de Pesquisa do Câncer de Mama e do Meio Ambiente. Ele também leciona bioquímica na Faculdade de Medicina da Universidade Temple [en] e patologia e biologia celular na Universidade Thomas Jefferson [en].

## Biografia
Nascido na Argentina em 1942, graduou-se em medicina pela Universidade Nacional de Cuyo em 1967 e se especializou em patologia. Sua pesquisa se concentra nos mecanismos moleculares que determinam a suscetibilidade do tecido mamário à carcinogênese.

## Reconhecimento
Russo foi reconhecido por sua contribuição à pesquisa e à educação em oncologia com diversos prêmios e honrarias. Entre eles, destacam-se o Hispanic Heritage Award da Al Día, recebido em 2010, o Michael Hill's Lecture Award, concedido em 2009, e o Project Award da Sociedade Estadunidense contra o Câncer, obtido em 2008. Além disso, tem uma extensa produção científica como editor do Journal of Oncogenesis e editor sênior do Journal of Future Medicine.

## Livros
- Immunocytochemistry in Tumor Diagnosis.[9]
- Russo, J. and Russo, I.H. "Molecular Basis of Breast Cancer", Springer –Verlag, Heidelberg, Germany, 2004.[10]
- Russo, J. "Breast Cancer, and the Environment", Springer, NY, 2011.[11]